# Herb gminy Raba Wyżna
Herb gminy Raba Wyżna – jeden z symboli gminy Raba Wyżna, ustanowiony 19 marca 2002.

## Wygląd i symbolika
Herb przedstawia na tarczy koloru błękitnego wizerunek srebrnego biskupa w złotym płaszczu, z mitrą otoczoną złotą aureolą, ze złotym pektorałem i pastorałem, stojącego na złotym wzgórzu, a pod nim srebrną postać powstającą z ziemi. Jest to nawiązanie do św. Stanisława i legendy o wskrzeszeniu rycerza Piotra.